# Anii 1630
Anii 1630 au fost un deceniu care a început la 1 ianuarie 1630 și s-a încheiat la 31 decembrie 1639.